# Northamptonshire (grofovija)
Northamptonshire (/ nɔːrˈθæmptənʃɪər, -ʃər /; skraćeno Northants.), arhaično poznat kao Northamptonska grofovija, je grofovija koja se nalazi u regiji Istočni Midlands u Engleskoj i njom upravlja vijeće grofovije Northamptonshire i sedam vijeća nemetropolitanskih okruga.
Pokrivajući površinu od 2364 četvorna kilometra, Northamptonshire je okružen s osam drugih grofovija: Warwickshirom na zapadu, Leicestershirom i Rutlandom na sjeveru, Cambridgeshirom na istoku, Bedfordshirom na jugoistoku, Buckinghamshirom na jugu, Oxfordshirom na jugozapadu i Lincolnshirom na sjeveroistoku s kojim ima najkraću administrativnu granicu između engleskih grofovija koja iznosi samo 19 metara, iako to nije bio slučaj s povijesnom granicom grofovije. Northamptonshire je najjužnija grofovija u regiji Istočni Midlands.
Osim grada Northamptona koji je administrativni centar grofovije, ostala glavna središta stanovništva uključuju gradovi Kettering, Corby, Wellingborough, Rushden i Daventry.

Soke od Peterborougha je pripadao povijesnim granicama grofovije, ali od 1974. njegovo je područje dio ceremonijalne grofovije Cambridgeshire.
Grofovijski cvijet Northamptonshira je proljetni jaglac.

## Etimologija toponima
Ime grofovije izvorno potječe od samog imena grada Northamptona. Najranija referenca za Northampton u pisanom obliku zabilježena je 914. godine pod imenom Ham tune, što doslovno znači "rodni grad". Prefiks "North" (sjever) dodan je kasnije kako bi se razlikovao od ostalih gradova koji se nazivaju Hampton među kojima je najistaknutiji Southampton. Knjiga Sudnjeg dana 1086., bilježi grad kao Northantone, koji se u 13. stoljeću razvio u Norhamptone, a kasnije u 17. stoljeću u Northampton. Dodavanjem Sufiksa shire došlo je do imena grofovije Northamptonshire.

## Povijest

### Prapovijest
Čini se da je velik dio ruralnog područja u Northamptonshiru ostao donekle nerazrješiv s obzirom na rano ljudsko naseljavanje, što je rezultiralo očito rijetkom populacijom i relativno malo arheoloških nalaza iz razdoblja paleolitika, mezolitika i neolitika. Otprilike 500. pr. n. e. kontinentalna halštatska kultura uvodi željezno doba na to područje, a tijekom sljedećeg stoljeća izgrađen je niz utvrda u taborima Arburyju, Rainsboroughu, Borough Hillu, Castle Dykesu, Guilsboroughu, Irthlingboroughu i, ponajviše na Hunsbury Hillfortu. Postoje još dvije moguće utvrde na Arbury Hillu (Badby) i Thenfordu.

### Doba Rimljana
U 1. stoljeću pr. n. e. većina onoga što je kasnije postalo Northamptonshire postalo je dijelom teritorija Katuvelaunija, nazvanom prema keltskom plemenu Katuvelaunima, tvoreći njihov najsjeverniji posjed u području Northamptonshire. Međutim, Katuvelauniju su osvojili Rimljani 43. godine.
Kroz grofoviju je prolazila rimska Watling Cesta, a važno rimsko naselje Lactodurum izgrađeno je na mjestu današnjeg grada Towcestera. Pored njega bilo je još rimskih naselja na mjestu današnjeg Northamptona, Ketteringa i duž doline rijeke Nene u blizini današnjeg trgovišta Raundsa. U Longthorpu, naselju u cityju Peterborough koje je od 1974. u sastavu Cambridgeshira, je sagrađena velika utvrda.

### Period Anglosasa
Nakon odlaska Rimljana, područje je na kraju postalo dijelom anglosaskog kraljevstva Mercija gdje je Northampton funkcionirao kao administrativno središte. Mercijani su se preobratili na kršćanstvo 654. godine nove ere nakon smrti poganskog kralja Pende.
 
Otprilike 889. godine ovo područje su osvojili Danci (što je u jednom trenutku bio slučaj s gotovo cijelom Engleskom, s izuzećeme močvare Athelney u Somersetu) i postalo je dijelom Danelawa, a Watling Cesta je služila kao granica - sve dok ga 917. godine nisu zauzeli Englezi pod vodstvom kralja Wessexa Eduarda Starijeg, sina Alfreda Velikog.
 
Northamptonshire su 940. godine, ponovno osvojili Vikinzi iz Yorka, koji su opustošili to područje, ali su ga Englezi ponovno preuzeli 942. godine. Stoga je ovo jedna od rijetkih grofovija u Engleskoj koja ima i saska i danska imena gradova i naselja.

### Period Normana
Jedini samostanski temelj koji je preživio normansko osvajanje Engleske bio je Peterborough. U vrijeme Knjige Sudnjeg dana granice Northamptonshirea bile su približno iste kao i danas. Vodeći vlastelin u Northamptonshireu bio je Robert, grof Mortain, 2. grof od Cornwalla (oko 1031. - oko 1095.) koji je bio normanski plemić i polubrat (s majčine strane) kralja Vilima Osvajača čiji je feud 1106. godine konfisciran u korist Krune. Izuzeće nije imalo ni imanje Williama Peverela (cca. 1040. – cca. 1115.), utemeljitelja opatije sv. Jakova u Northamptonu, komu je također sve bilo konfiscirano u 12. stoljeću.
Poreski spisak iz doba Vilima I. kao i Knjiga sudnjeg dana spominje 28 härada u Northamptonshireu, pri čemu se dio Rutlanda prikazuje dijelom ove grofovije. Do 1316. godine mjerne jedinice podjele zemljišta grofovija su pretrpjele značajne promjene, kako u nazivu tako i u opsegu, i svedene su na svoj današnji broj 20, od kada su ostale praktički nepromijenjene. Ime härad upućuje na primitivna okupljališta koja su postupno zamijenila sela i gradovi.

### Period Tudora
Dvorac Rockingham koji je izgrađen za Vilima Osvajača, koristio se kao kraljevska tvrđava sve do elizabetanskih vremena. Tijekom Ratova ruža, dogodila se Bitka kod Northamptona 1460. godine u kojoj je zarobljen kralj Henrik VI. U sada srušenom normanskom dvorcu Fotheringhay
 bila je zatočena Marija, škotske kraljica gdje je, po naređenju Elizabete I. i pogubljena.

## Moderno doba

### Obitelj Washington
George Washington, prvi predsjednik Sjedinjenih Američkih Država, rođen je u obitelji Washington koja je doselila u Ameriku iz Northamptonshirea 1656. godine. Pradjed Georgea Washingtona, Lawrence Washington, u nekoliko je navrata bio gradonačelnik Northamptona i upravo je on kupio Sulgrave Manor od Henrika VIII. 1539. godine. Pradjed Georgea Washingtona, John Washington, je 1656. emigrirao iz Northamptonshirea u Virginiju. Prije nego što su se preci Washingtona preselili u Sulgrave Manor, živjeli su u Wartonu u grofoviji Lancashire.

### Engleski građanski rat
Tijekom engleskog građanskog rata, Northamptonshire snažno je podržavao stavove parlamentarista, dok su rojalističke snage pretrpjele su snažan poraz na sjeveru grofovije u Bitci kod Nasebyja. To je bio odlučujući sukob Prvog engleskog građanskog rata, koji se odigrao 14. lipnja 1645. između glavne rojalističke vojske kralja Karla I. i parlamentarističke vojske (New Model Army), kojom su zapovijedali Sir Thomas Fairfax i Oliver Cromwell.
 
Kralj Karlo I. bio je zatočen 1647. godine u Holdenby House koja se nalazi u župi Holdenby, 10 km sjeverozapadno od Northamptona.

### Industrijska revolucija
U 18. i 19. stoljeću industrijska revolucija je donijela bitne promjene u Northamptonshiru i okolici. Tamošnja industrija je bila orijentirana na proizvodnju cipela i kožnu industriju, a do 19. stoljeća postalo je jedno od glavnih britanskih središta za ove obrte. Na sjeveru grofovije se od 1850. godine razvila snažna kamenolomska industrija.

### 20. stoljeće
Northamptonshire je bio pod upravom četiri glavne podjele: Sjeverna, Istočna, Srednja i Južna. Tijekom 1930-ih grad Corby uspostavljen je kao glavno središte proizvodnje čelika, iako velik dio Northamptonshira i dalje ostaje ruralan.
Corby je određen da bude planirani grad 1950. godine, što se prvenstveno odnosi na izgradnju prethodno neizgrađenog zemljišta, a Northampton ga slijedi 1968. Od 2005. vlada potiče razvoj na području South Midlandsa, uključujući Northamptonshire.

## Galerija
- Holdenby House.
- Gradska vjećnica Northamptona.
- Katolička katedrala u Northamptonu.
- Apethorpe Palace, pogled s južne strane.
- Ulaz u dvorac Rockingham.
- Crkva sv. Marije Magdalene u Geddingtonu.